# Opera (métro de Budapest)
Opera est une station du métro de Budapest. Elle est sur la  .

## Lieux remarquables à proximité
- Opéra d'État hongrois
- Palais Dreshler